# Premier Division 2015 (Irlanda)
La League of Ireland Premier Division 2015 è stata la 95ª edizione del massimo livello del campionato irlandese di calcio e si è disputata tra il 6 marzo e il 6 novembre 2015.
Il Dundalk ha vinto il campionato per l'undicesima volta nella sua storia, la seconda consecutiva dopo il successo nella stagione 2014. La classifica dei marcatori è stata vinta da Richard Towell, calciatore del Dundalk, autore di 25 reti. Il Drogheda United e, dopo lo spareggio, il Limerick sono stati retrocessi in First Division.

## Stagione

### Novità
Dalla Premier Division 2014 è stato retrocesso in First Division 2015 l'Athlone Town, classificatosi all'ultimo posto. In sua sostituzione è stato promosso il Longford Town, primo classificato della First Division 2014.
Dopo la spareggio promozione-retrocessione il Galway FC è stato promosso in Premier Division, mentre lo UCD è stato retrocesso in First Division.

### Formula
Le 12 squadre partecipanti si affrontano tre volte nel corso della stagione, per un totale di 33 giornate.

La squadra campione d'Irlanda ottiene il diritto di partecipare alla UEFA Champions League 2016-2017 partendo dal secondo turno di qualificazione.

La vincitrice della FAI Cup 2015 è ammessa alla UEFA Europa League 2016-2017 partendo dal primo turno di qualificazione.

La seconda e la terza classificata del campionato sono ammesse alla UEFA Europa League 2016-2017 partendo dal primo turno di qualificazione.

La penultima classificata gioca uno spareggio promozione/retrocessione contro la vincente del play-off di First Division.

L'ultima classificata è retrocessa direttamente in First Division.

## Squadre Partecipanti
| Club            | Città                  | Stadio               | Stagione precedente           |
| --------------- | ---------------------- | -------------------- | ----------------------------- |
| Bohemians       | Dublino (Phibsborough) | Dalymount Park       | 7º posto in Premier Division  |
| Bray Wanderers  | Bray                   | Carlisle Grounds     | 10º posto in Premier Division |
| Cork City       | Cork                   | Turners Cross        | 2º posto in Premier Division  |
| Derry City      | Derry                  | Brandywell           | 8º posto in Premier Division  |
| Drogheda Utd    | Drogheda               | Hunky Dorys Park     | 9º posto in Premier Division  |
| Dundalk         | Dundalk                | Oriel Park           | Campione d'Irlanda            |
| Galway United   | Galway                 | Eamonn Deacy Park    | 3º posto in First Division    |
| Limerick        | Limerick               | Markets Field        | 6º posto in Premier Division  |
| Longford Town   | Longford               | City Calling Stadium | 1º posto in First Division    |
| Shamrock Rovers | Dublino (Tallaght)     | Tallaght Stadium     | 4º posto in Premier Division  |
| Sligo Rovers    | Sligo                  | Showgrounds          | 5º posto in Premier Division  |
| St Patrick's    | Dublino (Inchicore)    | Richmond Park        | 3º posto in Premier Division  |

## Classifica finale
|                    | Pos. | Squadra         | Pt | G  | V  | N  | P  | GF | GS | DR  |
| ------------------ | ---- | --------------- | -- | -- | -- | -- | -- | -- | -- | --- |
| Irlanda (bandiera) | 1.   | Dundalk         | 78 | 33 | 23 | 9  | 1  | 78 | 23 | +55 |
|                    | 2.   | Cork City       | 67 | 33 | 19 | 10 | 4  | 57 | 25 | +32 |
|                    | 3.   | Shamrock Rovers | 65 | 33 | 18 | 11 | 4  | 56 | 27 | +29 |
|                    | 4.   | St Patrick's    | 58 | 33 | 18 | 4  | 11 | 52 | 34 | +18 |
|                    | 5.   | Bohemians       | 53 | 33 | 15 | 8  | 10 | 49 | 42 | +7  |
|                    | 6.   | Longford Town   | 39 | 33 | 10 | 9  | 14 | 41 | 53 | -12 |
|                    | 7.   | Derry City      | 35 | 33 | 9  | 8  | 16 | 32 | 42 | -10 |
|                    | 8.   | Bray Wanderers  | 33 | 33 | 9  | 6  | 18 | 27 | 51 | -24 |
|                    | 9.   | Sligo Rovers    | 31 | 33 | 7  | 10 | 16 | 39 | 55 | -16 |
|                    | 10.  | Galway United   | 31 | 33 | 9  | 4  | 20 | 39 | 61 | -22 |
|                    | 11.  | Limerick        | 29 | 33 | 7  | 8  | 18 | 46 | 73 | -27 |
|                    | 12.  | Drogheda Utd    | 28 | 33 | 7  | 7  | 19 | 32 | 62 | -30 |

Legenda:

      Campione d'Irlanda e ammessa alla UEFA Champions League 2016-2017

      Ammesse alla UEFA Europa League 2016-2017

 Ammessa allo spareggio promozione-retrocessione

      Retrocessa in First Division 2016

Tre punti a vittoria, uno a pareggio, zero a sconfitta.
La classifica viene stilata secondo i seguenti criteri:
- Punti conquistati
- Differenza reti generale
- Reti totali realizzate

## Risultati

### Partite (1-22)
|                       | Boh  | Bra  | Cor  | Der  | Dro  | Dun  | Gal  | Lim  | Lon  | Sha  | Sli  | StP  |
| --------------------- | ---- | ---- | ---- | ---- | ---- | ---- | ---- | ---- | ---- | ---- | ---- | ---- |
| Bohemians             | –––– | 0-0  | 1-1  | 4-2  | 0-1  | 0-3  | 2-0  | 2-1  | 2-0  | 3-1  | 1-0  | 0-1  |
| Bray Wanderers        | 0-1  | –––– | 0-1  | 1-0  | 0-1  | 0-1  | 0-5  | 4-0  | 0-1  | 0-3  | 1-0  | 1-0  |
| Cork City             | 4-0  | 1-0  | –––– | 3-0  | 4-1  | 1-2  | 2-0  | 5-0  | 2-0  | 0-0  | 3-2  | 3-1  |
| Derry City            | 1-2  | 0-0  | 0-2  | –––– | 3-0  | 0-1  | 0-2  | 0-0  | 3-0  | 0-0  | 1-1  | 0-3  |
| Drogheda United       | 0-1  | 4-2  | 1-2  | 1-1  | –––– | 1-2  | 2-0  | 1-1  | 0-3  | 0-1  | 3-2  | 0-2  |
| Dundalk               | 1-2  | 8-1  | 1-1  | 1-0  | 1-0  | –––– | 3-0  | 6-2  | 1-0  | 2-0  | 3-0  | 3-0  |
| Galway United         | 5-3  | 0-1  | 1-3  | 1-2  | 1-0  | 2-4  | –––– | 3-2  | 1-2  | 1-2  | 0-1  | 1-4  |
| Limerick              | 0-3  | 0-1  | 0-1  | 0-2  | 1-2  | 1-1  | 2-4  | –––– | 2-2  | 1-1  | 3-2  | 1-2  |
| Longford Town         | 2-1  | 2-0  | 1-4  | 0-0  | 1-1  | 0-2  | 0-1  | 1-0  | –––– | 0-2  | 1-1  | 2-2  |
| Shamrock Rovers       | 0-0  | 1-0  | 0-0  | 4-1  | 1-0  | 2-2  | 3-0  | 4-1  | 3-2  | –––– | 5-1  | 1-0  |
| Sligo Rovers          | 0-0  | 1-3  | 1-1  | 1-1  | 2-0  | 1-2  | 1-1  | 1-1  | 3-2  | 1-2  | –––– | 0-3  |
| St Patrick's Athletic | 3-1  | 3-0  | 0-0  | 2-0  | 2-2  | 0-2  | 3-1  | 3-1  | 3-0  | 0-0  | 3-0  | –––– |

### Partite (23-33)
|                       | Boh  | Bra  | Cor  | Der  | Dro  | Dun  | Gal  | Lim  | Lon  | Sha  | Sli  | StP  |
| --------------------- | ---- | ---- | ---- | ---- | ---- | ---- | ---- | ---- | ---- | ---- | ---- | ---- |
| Bohemians             | –––– |      | 0-1  |      |      | 2-2  | 3-0  |      | 1-1  |      |      | 2-0  |
| Bray Wanderers        | 3-1  | –––– | 0-0  |      | 1-0  |      | 1-1  | 2-2  |      | 2-2  |      |      |
| Cork City             |      |      | –––– | 0-0  |      | 2-2  | 1-0  | 2-3  | 2-3  |      |      |      |
| Derry City            | 2-3  | 3-1  |      | –––– | 0-2  | 0-2  |      |      |      | 1-0  |      |      |
| Drogheda United       | 2-2  |      | 1-1  |      | –––– |      |      | 1-4  | 0-3  |      | 0-4  |      |
| Dundalk               |      | 4-0  |      |      | 6-0  | –––– | 0-0  |      | 0-0  |      | 2-2  | 4-1  |
| Galway United         |      |      |      | 0-4  | 1-1  |      | –––– | 1-3  | 4-2  |      | 2-1  | 0-1  |
| Limerick              | 4-3  |      |      | 0-2  |      | 1-3  |      | –––– | 3-3  | 0-2  |      | 3-1  |
| Longford Town         |      | 1-0  |      | 4-2  |      |      |      |      | –––– | 1-3  | 1-1  | 0-3  |
| Shamrock Rovers       | 1-1  |      | 3-0  |      | 5-3  | 1-1  | 2-0  |      |      | –––– |      | 0-2  |
| Sligo Rovers          | 0-2  | 3-2  | 0-2  | 1-0  |      |      |      | 2-3  |      | 1-1  | –––– |      |
| St Patrick's Athletic |      | 1-0  | 1-2  | 0-1  | 2-1  |      |      |      |      |      | 0-2  | –––– |

## Spareggi

### Play-off promozione/retrocessione
| 2 novembre 2015 | Limerick   | 1 - 0        | Finn Harps |  |
| 6 novembre 2015 | Finn Harps | 2 - 0 d.t.s. | Limerick   |  |

## Statistiche

### Classifica marcatori
| Gol |  |  | Giocatore       | Squadra                    |
| --- |  |  | --------------- | -------------------------- |
| 25  |  |  | Richard Towell  | Dundalk                    |
| 13  |  |  | Karl Sheppard   | Cork City                  |
| 12  |  |  | Daniel Corcoran | Sligo Rovers               |
| 12  |  |  | Enda Curran     | Galway United              |
| 12  |  |  | Michael Drennan | Shamrock Rovers            |
| 12  |  |  | Vinny Faherty   | Limerick                   |
| 12  |  |  | Jake Keegan     | Galway United              |
| 12  |  |  | David McMillan  | Dundalk                    |
| 11  |  |  | Chris Forrester | St Patrick's               |
| 11  |  |  | Brandon Miele   | Shamrock Rovers            |
| 10  |  |  | Ismahil Akinade | Bohemians                  |
| 10  |  |  | William Dennehy | Cork City                  |
| 10  |  |  | Mark O'Sullivan | Cork City                  |
| 10  |  |  | Mark Timlin     | Derry City                 |
| 9   |  |  | Aaron Greene    | St Patrick's               |
| 9   |  |  | Daryl Horgan    | Dundalk                    |
| 9   |  |  | Dean Kelly      | Longford Town ( Bohemians) |
| 9   |  |  | Danny North     | Shamrock Rovers            |
| 8   |  |  | Ian Turner      | Limerick                   |

## Verdetti finali
- Dundalk campione d'Irlanda e ammesso al secondo turno di qualificazione della UEFA Champions League 2016-2017.
- Cork City, Shamrock Rovers e St Patrick's ammessi al primo turno di qualificazione della UEFA Europa League 2016-2017.
- Limerick e Drogheda United retrocessi in First Division.